# Cybianthus klotzschii
Cybianthus klotzschii är en viveväxtart som beskrevs av Carl Christian Mez. Cybianthus klotzschii ingår i släktet Cybianthus, och familjen viveväxter. Inga underarter finns listade i Catalogue of Life.